# Claudia Christian
Claudia Ann Christian (născută Claudia Ann Coghlan; n. 10 august 1965, Glendale, California, SUA)  este o actriță și cântăreață americană, cunoscută pentru rolul ei comandantul Susan Ivanova în serialul de televiziune science fiction Babylon 5. De asemenea, a interpretat vocea mai multor personaje pentru jocurile video Bethesda Softworks Skyrim și Fallout 4. Principala sa activitate de caritate este mediatizarea metodei Sinclair ca tratament pentru alcoolism.

## Tinerețe
Christian s-a născut în Glendale, California, ca fiica Hildegardei (née Christian), care a lucrat ca director al magazinului de lux Giorgio Beverly Hills și a lui James Michael Coghlan. Mama ei este din Germania, iar tatăl ei este de origine irlandeză. Claudia Christian a crescut în Connecticut și în Anglia.

## Carieră
Primul rol al ei în televiziune a fost o apariție ca invitată în serialul Dallas,  urmată de un rol regulat, ca Melody Hughes, în serialul dramatic de scurtă durată Berrenger's. Ea a interpretat roluri de lungmetraj, cum ar fi o dansatoare la bară deținută de un criminal în serie extraterestru în The Hidden (1987),  ca psihologul al departamentului de poliție Susan Riley în Maniac Cop 2  și ca fotomodelul Hexina din Hexed (1993).  
În 1994–1998, ea a avut rolul comandantei Susan Ivanova, unul dintre personajele principale ale seriei, în primele patru sezoane ale Babylon 5 . A plecat pe neașteptate în timpul negocierilor contractuale pentru cel de-al cincilea și ultimul sezon - agravat de posibilitatea ca nu va exista unul - J. Michael Straczynski, creatorul serialului, susține că a ales să plece la alegerea ei. Cu toate acestea, Christian a declarat că a dorit să apară în cel de-al cincilea sezon, dar a cerut să apară într-un număr mai mic de episoade ale sezonului 5, astfel încât să poată finaliza un alt proiect.  Ea a apărut în finalul serialului, care a fost filmat în timpul celui de-al patrulea sezon, când părea probabil că seria se va încheia prematur. Apoi, și-a reprimit rolul în filmele TV Babylon 5: In Beginning și Babylon 5: Thirdspace. 
Ea a pozat nud pentru revista Playboy în octombrie 1999, a apărut în două episoade Freaks și Geeks în 2000 și a apărut în episodul „Spion vs spion” din She Spies (2002). În 2004, ea a revenit la teatru (și în Laguna Beach, California, unde a fost la liceu), a jucat în premiera americană a piesei lui  Michael Weller What the Night is For, cu Kip Gilman, în regia lui Richard Stein, la Laguna Playhouse. Ea a jucat în 2005 în serialul de comedie BBC Broken News. De asemenea, a jucat rolul Janine Foster, mama lui Peri Brown, în audio-drama Doctor Who The Reaping, produsă de Big Finish Productions și lansată în Marea Britanie în septembrie 2006. 
Ea a interpretat vocea Annei Manx în înregistrările complete ale distribuției pentru Radio Repertory Company of America.  În 2010, Christian a apărut în serialul Showtime : Look: The Series. 
De asemenea, a avut o carieră muzicală, lansând un album solo, Once Upon a Time, un single, "Taboo",  o colaborare cu Claudia Cummings, Claudia Squared,  și o colaborare cu o parte din alți membri ai distribuției Babylon 5 în albumul The Be Five. 
În 2019, s-a anunțat că a fost distribuită în viitoarea serie animată Netflix bazată pe mitologie, Zei și Eroi, în care va interpreta vocea zeiței Hera.

## Claudia Con UK
Christian a conceput propria convenție, Claudia Con Marea Britanie, care a avut loc în Regatul Unit în perioada 13-14 august 2011.

## Filantropie
Christian a făcut publicitate Metodei Sinclair, un tratament pentru dependența de alcool, prin cartea ei Babylon Confidential. În această carte își amintește propriile experiențe privind alcoolismul și a afirmat că Metoda Sinclair i-a salvat viața în 2009.
Ea a realizat un documentar intitulat One Little Pill despre metoda Sinclair sub auspiciile Fundației C3, pe care a fondat-o pentru a ajunge la cât mai mulți suferinzi de dependență care ar putea beneficia de metoda Sinclair. 

## Filmografie

### Film
| An   | Titlu                              | Rol                      | Note                    |
| ---- | ---------------------------------- | ------------------------ | ----------------------- |
| 1984 | Calendar Girl Murders              | Kara                     | Film TV                 |
| 1986 | Houston: The Legend of Texas       |                          | Alt titlu Gone to Texas |
| 1987 | The Hidden                         | Brenda Lee Van Buren     |                         |
| 1988 | Police Story: Monster Manor        | Ofițer Babs Altoon       |                         |
| 1988 | Never on Tuesday                   | Tuesday                  |                         |
| 1988 | Clean and Sober                    | Iris                     |                         |
| 1989 | A Masterpiece of Murder            | Julia Forsythe           |                         |
| 1989 | Shannon's Dead                     |                          |                         |
| 1989 | Tale of Two Sisters                | Liz                      |                         |
| 1990 | Danielle Steel's Kaleidoscope      | Meagan                   | Film TV                 |
| 1990 | Mad About You                      | Casey                    |                         |
| 1990 | Maniac Cop 2                       | Ofițer Susan Riley       |                         |
| 1990 | Think Big                          | Dr. Irene Marsh          |                         |
| 1990 | A Gnome Named Gnorm                | Samantha                 |                         |
| 1991 | Lie of the Twins                   | Felice                   |                         |
| 1991 | The Woman Who Sinned               | Judy Reinhardt           |                         |
| 1991 | Strays                             | Claire Lederer           | Film TV                 |
| 1991 | The Dark Backward                  | Kitty                    |                         |
| 1991 | Arena                              | Quinn                    |                         |
| 1993 | Hexed                              | Hexina                   |                         |
| 1993 | Relentless: Mind of a Killer       | Leeann Hardy             | Film TV                 |
| 1994 | The Chase                          | Yvonne Voss              |                         |
| 1997 | Lancelot: Guardian of Time         | Katherine Shelley        |                         |
| 1997 | Mercenary II: Thick & Thin         | Patricia Van Lier        |                         |
| 1998 | A Wing and a Prayer                | Shelley Lowe             |                         |
| 1998 | Babylon 5: In the Beginning        | Commander Susan Ivanova  | Film TV                 |
| 1998 | Babylon 5: Thirdspace              | Commander Susan Ivanova  | Film TV                 |
| 1998 | Snide and Prejudice                | Renate Müller            |                         |
| 1999 | Haunting of Hell House             | Lucy                     |                         |
| 1999 | Running Home                       | Jules Daniels            |                         |
| 1999 | The Substitute 3: Winner Takes All | Andy                     |                         |
| 1999 | Final Voyage                       | Max                      |                         |
| 2000 | Love & Sex                         | Woman in gallery         | Cameo                   |
| 2000 | True Rights                        | Elaine Kilgore           |                         |
| 2001 | Atlantis: The Lost Empire          | Helga Sinclair           | Rol de voce             |
| 2002 | Half Past Dead                     | EZ Williams              |                         |
| 2002 | The Failures                       | Anna                     |                         |
| 2005 | The Garden                         | Dr Cairns                |                         |
| 2006 | The Dot Man                        | Lieutenant Colonel Dunst |                         |
| 2008 | Serbian Scars                      | Meggie                   | Co-producător           |
| 2010 | Meteor Apocalypse                  | Kate Dematti             |                         |
| 2012 | Overnight                          | Sandy                    |                         |
| 2012 | Rise of an Exile                   | Hannah Benedict          |                         |
| 2014 | Watercolor Postcards               | Cheryl                   |                         |
| 2014 | The Writer with No Hands           | Rolul ei                 |                         |
| 2014 | One Little Pill                    | Rolul ei și ca narator   | Documentar              |

### Seriale de televiziune
| An        | Titlu                                | Rol                            | Note                                                    |
| --------- | ------------------------------------ | ------------------------------ | ------------------------------------------------------- |
| 1984      | T.J. Hooker                          | Betty MacRae                   | Episodul: "The Lipstick Killer"                         |
| 1984      | Dallas                               | Peter's friend                 | Episodul: "Some Do...Some Don't"                        |
| 1984      | Falcon Crest                         | Kate Mars                      | Episodul: "Tests of Faith"                              |
| 1984      | Riptide                              | Marion Gordon                  | Episodul: "Where the Girls Are"                         |
| 1984      | Hunter                               | Roxanne Hoffmeyer              | Episodul: "Love, Hate, and Sporty James"                |
| 1984      | Mickey Spillane's Mike Hammer        | Cassie Conroy                  | Episodul: "Elegy for a Tramp", "Shots in the Dark"      |
| 1985      | The A-Team                           | Cathy Rogers                   | Episodul: "Trouble Brewing"                             |
| 1986      | Blacke's Magic                       | Laurie Blacke                  | Episodul: "Breathing Room", "Death Goes to the Movies"  |
| 1985      | Berrenger's                          | Melody Hughes                  | Rol secundar                                            |
| 1987      | The Highwayman                       | The Highwayman's liaison, Dawn | Episodul: "Terror on the Blacktop"                      |
| 1987      | Jake and the Fatman                  | Lt. Alex Walker                | Episodul: "Easy to Love"                                |
| 1987      | It's Garry Shandling's Show          | Sylvia                         | Episodul: "Dial L for Laundry"                          |
| 1989      | Quantum Leap - Capcana timpului      | Allison                        | Episodul: "Play It Again, Seymour"                      |
| 1990      | Matlock                              | Mickey Alder                   | Episodul: "The Blackmailer"                             |
| 1991      | Murder, She Wrote - Verdict crimă    | Bonnie Jenks Hastings          | Episodul: "Prodigal Father"                             |
| 1991      | L.A. Law                             | Susan Convers                  | Episodul: "Speak, Lawyers, for Me"                      |
| 1991      | Dark Justice                         | Dana Hollister Harrison        | Episodul: "To Die For"                                  |
| 1993      | Columbo                              | Lisa Martin                    | Episodul de lung-metraj "Columbo: It's All in the Game" |
| 1993      | Space Rangers                        | Marla Baker                    | Episodul: "Death Before Dishonor"                       |
| 1994-1997 | Babylon 5                            | Commander Susan Ivanova        | Rol principal, primele 4 sezoane                        |
| 1997      | The Oz Kids                          | Regina Aquareine               |                                                         |
| 1997      | Total Security                       | Cheryl Bankston                | Episodul: "Pilot"                                       |
| 1997      | Highlander: The Series - Nemuritorul | Katherine                      | Episodul: "Two of Hearts"                               |
| 1999      | Freaks and Geeks                     | Gloria Haverchuck              | Rol secundar                                            |
| 2000      | Family Law                           | Carla Sims                     | Episodul: "Are You My Father?"                          |
| 2001      | Relic Hunter - Vânătoarea de comori  | Carson Inez                    | Episodul: "All Choked Up"                               |
| 2002      | She Spies                            | Tanya                          | Episodul: "Spy vs. Spies"                               |
| 2002      | NYPD Blue                            | Catherine Lowell               | Episodul"Better Laid Than Never"                        |
| 2003      | Everwood                             | Young Edna                     | Episodul: "My Brother's Keeper"                         |
| 2005      | Starhyke                             | Captain Belinda Blowhard       | Rol principal                                           |
| 2005      | Broken News                          | Julia Regan                    | Rol secundar                                            |
| 2007      | Nip/Tuck                             | Gwen                           | Episodul: "Dawn Budge II"                               |
| 2010      | Look: The Series                     | Stella                         | Rol secundar                                            |
| 2011      | Grimm                                | Mrs. Clark                     | Episodul: "Let Your Hair Down"                          |
| 2013      | Criminal Minds                       | Agent Gretchen Stern           | Episodul: "Alchemy"                                     |
| 2014      | Castle                               | Mrs. Logan                     | Episodul: "Law & Boarder"                               |
| 2014      | The Mentalist                        | Greta Fortensky                | Episodul: "Black Market"                                |
| 2017      | NCIS: Anchetă militară               | Louise Moreau                  | Episodul: "Willoughby"                                  |
| 2018      | 9-1-1                                | Capt. Maynard                  | Rol secundar                                            |

### Jocuri video
| An   | Titlu                            | Rol |
| ---- | -------------------------------- | --- |
| 1995 | Titan Wars                       | |
| 2002 | Summoner 2                       | Sangaril / Logosarch / Rosalind / Dama Heras                                                                  |
| 2004 | Shrek 2                          | Fairy Godmother                                                                                               |
| 2009 | Pizza Morgana                    | Abbie Positive                                                                                                |
| 2011 | The Elder Scrolls V: Skyrim      | Mai multe roluri, inclusiv: Aela the Huntress, Bryling, Legate Rikke, Sorli the Builder sau Wolf-Queen Potema |
| 2012 | Guild Wars 2                     | Female Norn PC                                                                                                |
| 2012 | Darksiders II                    | Muria |
| 2012 | Halo 4                           | Voci suplimentare                                                                                             |
| 2014 | Heroes of the Storm              | Lady of Thorns                                                                                                |
| 2015 | Starcraft II: Legacy of the Void | Rohana |
| 2015 | Fallout 4                        | Desdemona / Mrs. Whitfield / Mistress Mysterious                                                              |
| 2016 | Call of Duty: Infinite Warfare   | Captain Ferran                                                                                                |
| 2016 | World of Warcraft: Legion        | Xal'atath, Blade of the Black Empire                                                                          |

## Scrieri
- "Revenge is a Bitch to Swallow." Povestire scurtă. Publicată în Forbidden Love Issue 2:  Wicked Women.[24]
- My Life With Geeks and Freaks. Autobiografie. Publicată de Yard Dog Press.
- Babylon Confidential: A Memoir of Love, Sex, and Addiction Autobiography.[18]
- Wolf's Empire: Gladiator. roman, co-scris cu Morgan Grant Buchanan. 2016.

## Discografie
- Claudia Squared cu Claudia Cummings (1996)
- Trying to Forget de The Be Five (1998)
- "Taboo" single (1998, Zard)
- Once Upon a Time (2001, Zard)